# Salarıalaca, Ortaköy
Salarıalaca là một xã thuộc huyện Ortaköy, tỉnh Aksaray, Thổ Nhĩ Kỳ. Dân số thời điểm năm 2010 là 585 người.